# Ariel Magnus
Ariel Magnus (Buenos Aires, 1975) es un novelista argentino. 

## Biografía
Nació en 1975, en Buenos Aires. Estudió becado por la fundación Friedrich Ebert Stiftung literatura española y filosofía en Alemania, país donde vivió entre 1999 y 2005. Además de su labor como autor, colaboró con las revistas SoHo y Gatopardo, y el suplemento Radar de Página/12. Actualmente colabora con el suplemento El Ángel de La Reforma (México) y ocasionalmente con la revista cultural La mujer de mi vida y el diario Die Tageszeitung (Taz) de Alemania.

## Obras publicadas

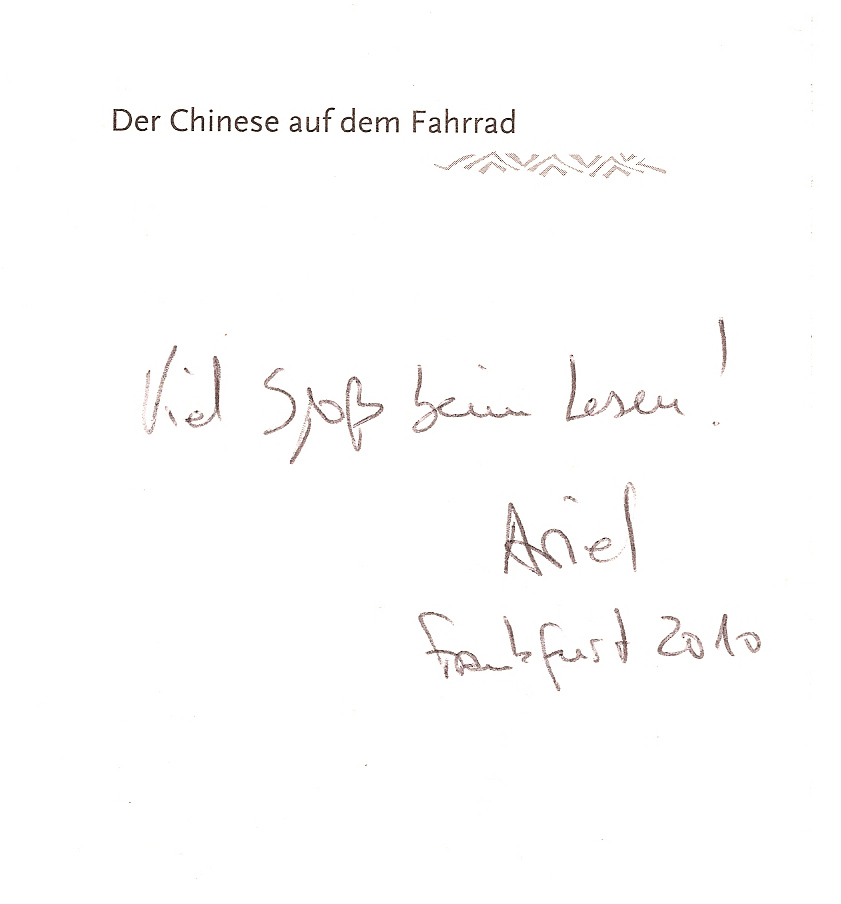
Autógrafo

- Sandra, Buenos Aires, Emecé Editores,  2005.
- La abuela, Buenos Aires: Planeta, 2006.
- Un chino en bicicleta, Buenos Aires: Norma, 2007. (Premio "La otra orilla", Barcelona)
- Muñecas. Buenos Aires, Emecé Editores, 2008
- Cartas a mi vecina de arriba, Buenos Aires: Grupo Editorial Norma, 2009
- Ganar es de perdedores y otros cuentos de fútbol, Buenos Aires: Grupo Editorial Norma, 2010
- El hombre sentado (novela), Buenos Aires : Eterna Cadencia Editora, 2010
- Doble crimen. Villa María : EDUVIM, Ed. Univ. Villa María, 2010
- La cuadratura de la redondez, Buenos Aires: Interzona, 2011
- La 31, una novela precaria, Buenos Aires: Interzona, 2012
- A Luján: una novela peregrina, Buenos Aires: Interzona, 2013
- Cazaviejas, Buenos Aires: Interzona, 2014
- Seré breve (cien cuentos escuetos), Interzona, 2016
- La risa de las bandurrias. Villa María, Córdoba, Argentina: Editorial Universitaria Villa María, Eduvim, [2016]
- El que mueve las piezas: novela bélica. Buenos Aires: Tusquets Editores, 2017
- Un atleta de las letras: Biografía literaria de Juan Filloy, Eduvim, 2018
- Ideario Aira, [Buenos Aires]: Literatura Random House, Mondadori, 2019
- El aborto, una novela ilegal, Temperley [Argentina]: Tren en Movimiento, 2018
- El desafortunado, Buenos Aires: Seix Barral, 2020
- La vasectomía, una novela inconcebible, Temperley [Argentina]: Tren en Movimiento, 2021
- Continuidad de Emma Z. Buenos Aires: Interzona, 2024.[1]